# New Yorku, miluji Tě!
New Yorku, miluji Tě! je americký povídkový film z roku 2009. Film je složen z jedenácti krátkých povídek, které žánrově odpovídají romantické komedii a dramatu, a každá povídka byla natočena jiným režisérem. Všechny povídky se tematicky věnují lásce a odehrávají se v pěti newyorských městských částech. Svým zpracováním film navazuje na film Paříži, miluji tě z roku 2006, který měl stejnou strukturu a je druhým filmem ze série "měst lásky", kterou vytvořil a produkoval Emmanuel Benbihy. Na rozdíl od Paříži, miluji tě mají jednotlivé epizody ve filmu "New Yorku, miluji Tě!" jednotnou formu - kameraman natáčí jednotlivé postavy z těsné blízkosti.
Herecké obsasezní ve filmu je sestaveno tak, že jsou si všichni herci a herečky rovni a ve filmu mají srovnatelné postavení - neexistuje tam tedy hlavní role napříč filmem, ani jednotlivými scénami. V jednotlivých rolích se představili například: Bradley Cooper, Shia LaBeouf, Natalie Portman, Anton Yelchin, Hayden Christensen, Orlando Bloom, Irrfan Khan, Rachel Bilson, Chris Cooper, Andy García, Christina Ricci, John Hurt, Cloris Leachman, Robin Wright Penn, Julie Christie, Maggie Q, Ethan Hawke, James Caan, Shu Qi, Shia LaBeouf a Eli Wallach.
Film New Yorku, miluji Tě měl světovou premiéru na Mezinárodním Filmovém festivalu v Torontu v září 2008. V České republice byl film do kin uveden 28. ledna 2010.

## Herci a filmový štáb
V následující tabulce je detailní seznam herců a filmového štábu rozdělený podle segmentů ve filmu a dvou krátkých přechodových scén, které režírova Randy Balsmeyer:
| Segment          | Režie           | Scénář                                       | Herci |
| ---------------- | --------------- | -------------------------------------------- | --- |
| 1                | Jiang Wen       | Hu Hong & Meng Yao Adaptace: Israel Horovitz | Hayden Christensen jako Ben Andy García jako Garry Rachel Bilson jako Molly                                                    |
| 2                | Mira Nair       | Suketu Mehta                                 | Natalie Portman jako Rifka Malone Irrfan Khan jako Mansuhkhbai                                                                 |
| 3                | Shunji Iwai     | Adaptace: Israel Horovitz                    | Orlando Bloom jako David Cooler Christina Ricci jako Camille                                                                   |
| 4                | Yvan Attal      | Olivier Lecot                                | Maggie Q jako Janice Taylor Ethan Hawke jako Spisovatel Chris Cooper jako Alex Robin Wright Penn jako Anna                     |
| 5                | Brett Ratner    | Jeff Nathanson                               | Anton Yelchin jako Chlapec v parku James Caan jako pan Riccoli Olivia Thirlby jako Herečka Blake Lively jako Gabrielle DiMarco |
| 6                | Allen Hughes    | Xan Cassavetes & Stephen Winter              | Bradley Cooper jako Gus Drea de Matteo jako Lydia                                                                              |
| 7                | Shekhar Kapur   | Anthony Minghella                            | Julie Christie jako Isabelle John Hurt jako Poslíček Shia LaBeouf jako Jacob                                                   |
| 8                | Natalie Portman | Natalie Portman                              | Taylor Geare jako Teya Carlos Acosta jako Dante Jacinda Barrett jako Maggie                                                    |
| 9                | Fatih Akın      | Fatih Akin                                   | Uğur Yücel jako Malíř Shu Qi jako Čínská bylinkářka Burt Young jako Majitel domu                                               |
| 10               | Joshua Marston  | Joshua Marston                               | Eli Wallach jako Abe Cloris Leachman jako Mitzie                                                                               |
| Přechodové scény | Randy Balsmeyer | Hall Powell, Israel Horovitz & James Strouse | Emilie Ohana jako Zoe, umělkyně s kamerou Eva Amurri jako Sarah Justin Bartha jako Justin                                      |

## Domácí video
Film nikdy nebyl pro Českou republiku vydán na DVD. 
 V současné chvíli je pro české diváky dostupný ke stažení z českého internetového obchodu iTunes